# Miami Open 2024
Miami Open 2024 — тенісний турнір, що проходив на кортах з твердим покриттям у місті Маямі-Гарденс, США з 18 березня
25 березня. Належав до категорій ATP Masters 1000 та WTA 1000.

## Фінальна частина

### Чоловіки, одиночний розряд
Яннік Сіннер —  Григор Димитров 6–3, 6–1

### Жінки, одиночний розряд
Даніель Коллінз —  Олена Рибакіна 7–5, 6–3

### Чоловіки, парний розряд
Роган Бопанна /  Меттью Ебден —  Іван Додіг /  Остін Крайчек 6–7(3–7), 6–3, [10–6]

### Жінки, парний розряд
Софія Кенін /  Бетані Маттек-Сендс —  Габріела Дабровскі /  Ерін Рутліфф 4–6, 7–6(7–5), [11–9]